# Palazzo Giuseppe Ciaburro

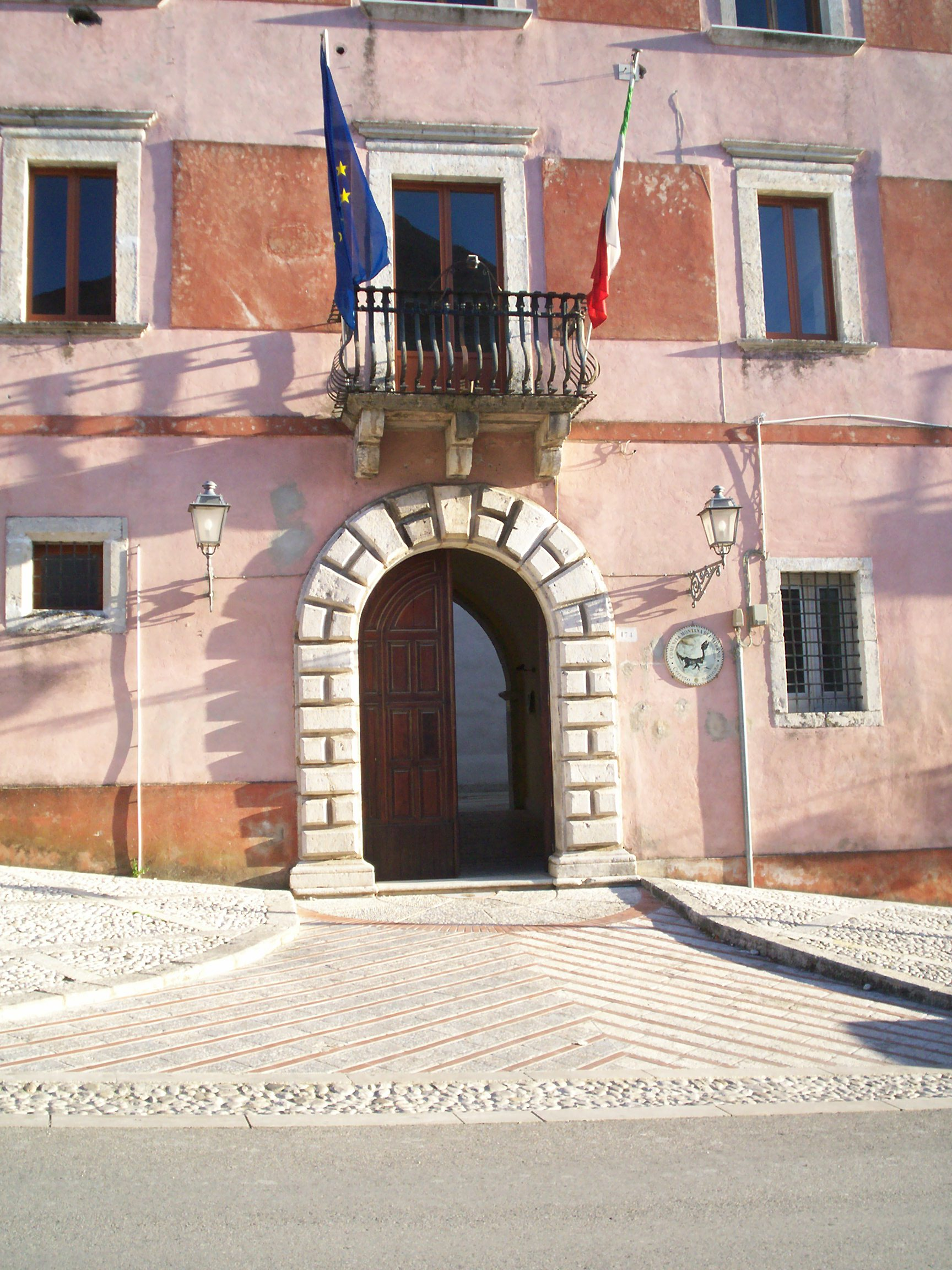
Teil der Fassade des Palazzo Giuseppe Ciaburro in Cerreto Sannita

Der Palazzo Giuseppe Ciaburro ist ein Palast aus dem 17. Jahrhundert in Cerreto Sannita in der italienischen Region Kampanien. Er liegt in der Via Telesina. Heute sind dort die Büros der Comunità Montana Titerno e Alto Tammaro untergebracht.

## Geschichte
Den Palast ließ nach dem Erdbeben vom 5. Juni 1688 Giuseppe Ciaburro, ein verheirateter Geistlicher und Abt, bauen, um dort seine Familie unterzubringen, die aus seinen Geschwistern Giovanni, Antonio, Gabriele, Nicola, Diadora und Francesco bestand.
Das Grundstück, auf dem das Gebäude errichtet wurde, kaufte man von der Universitas; es kostete 20 Dukaten und 13 Carlini.
Die Ciaburros waren, wie damals ein großer Teil der Bevölkerung von Cerreto Sannita, Verarbeiter und Händler von Wollstoffen.
Nach dem Tod von Giuseppe Ciaburro wurde eine Bestandsaufnahme seines Vermögens erstellt. Es umfasste 5100 Schafe, 205 Ziegen, 24 Ziegenböcke, 175 Zicklein, 85 Stuten, 24 Hengste, 76 Kühe, Kreditansprüche in einer Höhe von insgesamt 2000 Dukaten und zahlreiche weitere bewegliche und unbewegliche Güter.
Die Gebrüder Ciaburro kümmerten sich um den Wiederaufbau der Kirche San Giuseppe, die beim Erdbeben 1688 bis auf die Grundmauern eingestürzt war und die ihren Platz gegenüber des Palastes fand. Giuseppe Ciaburro schrieb in seinem Testament:

“ (…) avere ampliata la chiesa di San Giuseppe, fatto il pavimento, suffitto, quadri, confessionale, altare di marmo, altare di S. Tommaso, sepoltura, e tutti gli utensilj sagri, spendendo 1.700 ducati se hanno bastati“
(dt.: (…) habe die Kirche San Giuseppe erweitert, den Boden, die Decke, die Gemälde, die Beichtstühle, den Altar in Marmor, den Altar des Hl. Thomas, das Grab und alle heiligen Utensilien gemacht, wofür ich 1700 Dukaten bezahlt habe, wenn es genug ist.)

Im 19. Jahrhundert fiel der Palast erst an die Capuanos, später an die Biondis und schließlich an die Del Vecchios, die in den 1990er-Jahren an die Comunità Montana Titerno e Alto Tammaro veräußerten.
Vom 15. Juli 1861 bis ins Jahr 1991 war dort die Kaserne der Carabinieri untergebracht, die dann in das moderne Gebäude in der Via Coste verlegt wurde.
Heute findet man dort die Büros der Gemeinde.

## Beschreibung
Das Äußere des Palastes wurde mit der Schaffung des zweiten Stockwerks größtenteils verändert; dort waren vorher ovale Fenster aus grauem Tuffstein, die ähnlich denen gearbeitet waren, wie sich heute am Palazzo Giordani an der Piazza Roma befinden.
Das Portal, umgeben von einem Kranz von Bossenwerk, wurde von einem gewissen Mastro Lorenzo gestaltet, der den Spitznamen Aucelluccio hatte. Er baute dieses Portal anstelle des alten Eingangs, der auf die Gartenseite versetzt wurde.
Im Erdgeschoss befanden sich Stallungen und Läger.
Eine Treppe führt zum großen Weinkeller, der aus dem Fels gemeißelt wurde.
Im oberen Stockwerk gibt es eine Loggia zur Hofseite und einige Räumlichkeiten, während man auf der Gartenseite die breite, vermauerte Loggia mit dorischen Säulen bemerkt.